# Герта II
«Герта II» (нім. Hertha BSC II) — футбольний клуб з міста Берлін. Фарм-клуб «Герти». Домашній стадіон — «Аматорштадіон», який вміщує 4 300 глядачів.
Найкращим досягненням клубу в історії став вихід у фінал Кубка Німеччини у сезоні 1992-93, де берлінці програли з рахунком 0:1 леверкузенському «Баєру».

## Досягнення
- Чемпіонат
  - Чемпіон Оберліги «Норд»[en] (IV): 1999, 2002, 2004, 2008
  - Віце-чемпіон Оберліги «Норд» (IV): 1998, 2001, 2003
  - Віце-чемпіон Оберліги «Берлін»[en] (III): 1976, 1977

- Кубок
  - Фіналіст Кубка Німеччини: 1993
  - Володар Кубка Берліна[en]: 1976, 1992, 2004
  - Фіналіст Кубка Берліна: 2006